# It’s Not About the Melody
It’s Not About the Melody — студийный альбом американской джазовой певицы Бетти Картер, выпущенный в 1992 году на лейбле Verve Records.

## Отзывы критиков
| Оценки критиков                            | Оценки критиков |
| Источник                                   | Оценка          |
| ------------------------------------------ | --------------- |
| AllMusic                                   | [ 1 ]           |
| Encyclopedia of Popular Music              | [ 2 ]           |
| MusicHound Jazz: The Essential Album Guide | [ 3 ]           |
| The Rolling Stone Jazz & Blues Album Guide | [ 4 ]           |

Рон Уинн из AllMusic написал: «Мелодия песни — это просто точка отсчета и начало для Картер: она берет слова и переворачивает их, исследует и расширяет, приукрашивает темы, меняет настроение и ритмы. Она вокальный импровизатор, равного которому мало, и если её голосу не хватает чёткости и тембра величайших музыкантов всех времен, это с лихвой компенсируется невероятным ритмом, гибкостью и мощью». Фил Гарланд из Stereo Review написал: «Название этого альбома очень удачно, поскольку особенностью Бетти Картер всегда было полное преображение любой песни, которую она выбирала для создания своей собственной. Изменяя не только мелодические линии, но даже сами ноты, обычно опуская их почти на полтона ниже их привычного значения, она оправдывает прозвище, которое получила много лет назад, — „Бетти Бибоп“. Как только она берётся за песню, мы понимаем, что она выйдет не такой, как мы ожидали, но преображение может преподнести много восхитительных сюрпризов. Она не подвела нас в этом новом сете, в котором несколько оригиналов сочетаются со стандартами, даже выходя далеко за рамки того, что мы могли ожидать, благодаря качеству музыкантов и по-настоящему исключительным аранжировкам».

## Список композиций
1. «Naima’s Love Song» (Бетти Картер, Джон Хикс) — 8:25
2. «Stay as Sweet as You Are» (Мак Гордон, Гарри Ревел) — 7:11
3. «Make Him Believe» (Бетти Картер) — 5:10
4. «I Should Care» (Сэмми Кан, Аксель Стордаль, Пол Уэстон) — 3:26
5. «Once Upon a Summertime» (Эдди Барклай, Мишель Легран, Эдди Марней, Джонни Мерсер) — 5:58
6. «You Go to My Head» (Дж. Фред Кутс, Хейвен Гиллеспи) — 5:35
7. «In the Still of the Night» (Коул Портер) — 4:07
8. «When It’s Sleepy Time Down South» (Кларенс Мьюз, Леон Рене, Отис Рене) — 7:45
9. «The Love We Had Yesterday» (Пэт Уотсон) — 7:17
10. «Dip Bag» (Бетти Картер) — 8:57
11. «You’re Mine, You» (Джонни Грин, Эдвард Хейман) — 7:12

## Участники записи
Музыканты
- Бетти Картер — вокал, продюсер
- Ариэль Джей Роланд (треки 1, 3, 4, 6, 7, 10, 11), Кристиан Макбрайд (2, 5, 8), Уолтер Букер (9) — бас-гитара
- Джефф «Тейн» Уоттс (1, 9), Льюис Нэш (2, 5-8), Кларенс Пенн (3, 4, 10, 11) — ударные
- Джон Хикс (1, 9), Малгрю Миллер (2, 5, 8), Сайрус Честнат (3, 4, 6, 7, 10, 11) — фортепиано
- Крейг Хэнди (1, 9) — тенор-саксофон

Продакшн
- Bet-Car Productions — менеджмент
- Джо Ферла — звукорежиссёр
- У. А. Дик, Деррик Гарретт — ассистент звукорежиссёра
- Скотт Халл, Трой Халдерсон — цифровой монтаж
- Боб Людвиг — мастеринг
- Энтони Барбоза — фотография
- Эцуко Исэки — художественный руководитель
- Изабель Вонг — дизайн
- Ора Росс Харрис — координатор проекта

Все данные взяты из примечаний к альбому.

## Чарты
| Чарт (1992)                       | Высшая позиция |
| --------------------------------- | -------------- |
| США (Billboard Top Jazz Albums)   | 4              |
| США (Cash Box Top 40 Jazz Albums) | 7              |